# 梦幻小妖精
《梦幻小妖精》是ADK公司在1996年于SNK的MVS面板上推出的游戏。游戏类型属于纵向射击游戏。题材属于变身魔法少女。游戏里可以对敵人使用「連爆」、「蓄力射擊」、「炸彈」等不同攻擊方式。

## 人物
可使用的角色有13个(但在世嘉土星版多增加了1个)，分别在速度、性能、攻击等方面有差异。角色设计是藤之宫深森，角色的诞生月份是根据设定资料集附带的1998年日历，对应格里高利历的12个月。

## 开发
一开始于Neo Geo平台发行街机游戏，后来在1997年1月31日移植到Neo-Geo AES家庭主机上，并在1997年2月21日移植到Neo Geo CD上。在1997年12月7日，发布了世嘉土星版本。在SNK购买了ADK的版权后，SNK于2000年3月23日发布了Dreamcast版《梦幻小妖精》。在2008年12月8日在PlayStation 2发行。于2011年8月9日在Wii发布。

## 反响
在1997年1月1日《梦幻小妖精》被列为最受欢迎的街机游戏的第十四名自从这款游戏在街机和其他平台发布以来，评论界对它的评价褒贬不一。
在日本世嘉《土星》杂志读者给这款游戏评分是8.85分(满分10分)，排第118位，这表明它拥有大量积极的粉丝。 日本《Dreamcast》杂志的负责人也投票给了7.58分(满分10分)，排名第307位